# سیلور کلاد (کشتی)
سیلور کلاد (کشتی) (به انگلیسی: Silver Cloud (ship)) یک کشتی است که طول آن ۵۱۴ فوت (۱۵۷ متر) می‌باشد.